# (500212) 2012 HD34
(500212) 2012 HD34 es un asteroide perteneciente al cinturón de asteroides, descubierto el 27 de marzo de 2012 por el equipo del Spacewatch desde el Observatorio Nacional de Kitt Peak, Arizona, Estados Unidos.

## Designación y nombre
Designado provisionalmente como 2012 HD34.

## Características orbitales
2012 HD34 está situado a una distancia media del Sol de 2,640 ua, pudiendo alejarse hasta 3,217 ua y acercarse hasta 2,064 ua. Su excentricidad es 0,218 y la inclinación orbital 8,494 grados. Emplea 1567,45 días en completar una órbita alrededor del Sol.

## Características físicas
La magnitud absoluta de 2012 HD34 es 17,5.